# Ranunculus aduncus
Ranunculus aduncus es una planta acuática de la familia de las ranunculáceas.

## Descripción
Es una planta vivaz, que alcanza un tamaño de 15-55 cm de altura. Rizoma grueso, oblicuo, glabro o escasamente peloso en la parte superior; raíces cilíndricas, fibrosas. Tallo simple o ramoso hacia la mitad, con pelos patentes o adpresos de 0,5-1,5 mm. Hojas basales subpentagonales, pecioladas, 3-5 partidas, con divisiones interiores alcanzando hasta 6/7-7/9 de la lámina, pelosas; lámina (8)15-50(60) × (15)20-70(85) mm; segmentos obovado-cuneados, subcontiguos, con dientes triangulares. Hojas caulinares (1)2-4(6); las inferiores, a veces pecioladas y semejantes a las basales; las demás, sésiles, 3(5)-partidas –hasta 7/6 de la lámina–, con segmentos de lanceolados a lanceolado-lineares, dentados o subenteros. Flores 1-3, de 17-32 mm de diámetro. Sépalos patentes, con pelos de hasta 1-2,5 mm. Pétalos 9-15 mm, con escama nectarífera corta, truncada o irregularmente dentada. Receptáculo globoso-elipsoidal, peloso, glabro en la zona de inserción de los estambres. Aquenios 3,5-5,5(6) mm, obovoideo-orbiculares, lenticulares, lisos, con margen netamente aquillado, no o ligeramente asurcado; pico (1)1,5-2(2,5) mm, falciforme.

## Distribución y hábitat
Se encuentra en lugares umbrosos sobre calizas, pinares con Festuca gautieri, en el piso montano, muy rara; a una altitud de 1700-1950 metros en los Alpes, mitad E de la península ibérica en la Sierra de Segura y Sierra de Gúdar.

## Taxonomía
Ranunculus aduncus fue descrita por Jean Charles Grenier y publicado en Flore de France 1: 32. 1847.
Citología
Número de cromosomas de Ranunculus aduncus (Fam. Ranunculaceae) y táxones infraespecíficos: 2n=16
Etimología
Ver: Ranunculus.
aduncus: epíteto latino que significa "doblado, curvado".